# La Ville bidon
Pour plus de détails, voir Fiche technique et Distribution.
La Ville bidon est un film français réalisé par Jacques Baratier, sorti en 1976. Il s'agit de la reprise du téléfilm La Décharge, tourné en 1968 et 1970, réalisé en 1971 mais censuré et donc non diffusé sous ce format. Le film a été réédité en DVD en 2008 par Doriane Films.
Ce film satirique est une critique de l'urbanisme des villes nouvelles dans la banlieue parisienne, dont il montre l'affairisme et l'idéalisme hypocrite, dans le contexte du démantèlement des bidonvilles et de la spéculation sur les terrains vagues (gravières et décharges). Il insiste aussi sur l'absurdité de la vie dans les grands ensembles, dans un contexte de montée de la société de consommation.
Le titre du film est lui-même un jeu de mots qui veut signifier que les "bidonvilles" ont été remplacé par leur inverse "une ville bidon" qui n'est une amélioration qu'en apparence, car, l'auteur s'emploie à démontrer que cette ville nouvelle contient autant d'aliénation, et peut-être même plus, que ce qu'elle prétendait remplacer.
À la fin du film (1 h 17 minutes) Jacques Baratier est prémonitoire quant à l'avenir des « grands ensembles ». Faisant parler le gardien d'immeuble, il prédit sentencieusement : « La qualité de la vie, qu'ils disent ! Là où il y avait des trous pleins d'ordures, ils ont bâti des grandes bites en ciment… Et ils croient que c'est pour toujours ? Moi, j'attends ! Et j'attends même pas vingt ans, pour voir comment tout ça va pourrir, comment tout ça va culbuter à la décharge… »

## Fiche technique
- Titre français : La Ville bidon
- Titre alternatif : La Décharge
- Réalisation : Jacques Baratier
- Scénario : Jacques Baratier, Christiane Rochefort et Daniel Duval
- Photographie : Ghislain Cloquet
- Montage : Néna Baratier et Hervé de Luze
- Musique : Michel Legrand
- Pays de production :  France
- Format : couleur - 1,85:1 - Dolby Digital
- Genre : drame
- Date de sortie : 1976

## Distribution
- Bernadette Lafont : Fiona
- Daniel Duval : Mario
- Jean-Pierre Darras : M. Brunet
- Roland Dubillard : Le gardien de la cité
- Claude Brosset : Le policier
- Robert Castel : Le pied-noir
- Lucien Bodard : Le député-maire
- Xavier Gélin : Un jeune cadre
- Yvan Lagrange : Philippe
- Corinne Gorse : Zette
- Françoise Lebrun : Lolotte
- Pierre Schaeffer : L'architecte
- André Voisin : L'ingénieur
- Parmi les acteurs non crédités :
- Jacques Baratier : Le sociologue
- Françoise Choay : Les 'affaires sociales'
- Jean Droze : L'huissier
- Michel Francini : Le patron du supermarché
- Pierre Rousseau : Fernand
- Claude Jaeger : Le promoteur
- Nicole Garcia : Une femme au café

La participation de Françoise Choay, historienne et philosophe critique de l'urbanisme, professeur à l'Université de Vincennes, est à noter et donne une indication sur la tonalité critique du film.
Dans la nécrologie qu'il lui consacre, le philosophe Thierry Paquot décrit ainsi son intervention dans "le film d’un de ses cousins, Jacques Baratier, La Ville bidon (1971), où elle brocarde l’architecte de la ville, joué par Pierre Schaeffer, en lui demandant : « Il faudrait peut-être quand même penser aux habitants ? »."

## Musique du film
Deux chansons de Claude Nougaro, écrites spécialement pour ce film, contribuent à son atmosphère: Sa Maison et La Décharge. Selon Thierry Paquot, "La chanson du générique est écrite et interprétée par Claude Nougaro, ce qui aida au lancement du film, dont la première sortie sous le titre La Décharge avait fait peu d’entrées, malgré la présence lumineuse de Bernadette Lafont et le jeu trouble de Roland Dubillard..."

## Réception
Sorti en 1976, quelques années après son tournage sur le chantier de la construction de la ville de Créteil, le film a partagé la critique. Si la critique de l'affairisme et de la spéculation immobilière est bien reçue, notamment dans la presse de gauche, le caractère hybride du film entre documentaire et fiction, ainsi que son interprétation mêlant habitants jouant leur rôle et acteurs connus, ne convainquent pas certains critiques. Les extraits suivants, compilés par la Cinémathèque française, illustrent cette réception à deux facettes :

« un anarchisme aimable et vengeur, parfois irritant, comme on le pratique volontiers à Saint-Germain-des-Prés. »

— Michel Mohrt, Le Figaro, 2 février 1976.

« un film assez mal fichu mais intéressant (…) parce qu’il nous montre, avec un humour corrosif, quelques messieurs de la promotion dans l’indélicat exercice de leurs combinaisons. »

— France Soir, 4 janvier 1976.

« un pamphlet énergique sur l'urbanisme moderne, énergique et quelque peu simplificateur probablement (…). Un bon film, émouvant, sensible par moments, et qui dit (…) beaucoup de choses justes, montre beaucoup de choses vraies. »

— Albert Cervoni, L'Humanité, 28 janvier 1976.

« Jacques Baratier a l’audace de nous raconter que nous sommes manipulés par des quarterons d’escrocs redoutables, l’architecte, le promoteur, le député-maire, le sociologue… »

— Jacques Doyon, Libération, 4 mars 1976.

« Le procès de l’immobilier, que l’auteur esquisse par les caricatures (…), exigeait une contrepartie positive. Il nous la propose dans l’évocation nostalgique d’un monde de jeunes ferrailleurs en blouson, casseurs de voitures, chevaliers du chalumeau (…). À ce béton niveleur (de la pleine et des consciences), Baratier ne sait opposer que l’attendrissement sur la fin des individualistes, des purs »

— Jean-Pierre Nicolas, Le Monde diplomatique, 1er juin 1976.

« un film fait de bric et de broc, dans l’inspiration du désordre cher à Baratier (…). Le résultat est sympathique, la générosité du propos nous touche mais le film sur les cités-cauchemars de Créteil et d'ailleurs reste à faire. »

— Michel Perez, Les Nouvelles littéraires, .

« La Ville bidon n’est pas un film à thèse, c’est un grand 
divertissement lyrique avec jeux de cirque, une comédie de notre temps ou le souffle est porté par d’admirables acteurs, Bernadette Lafont, Dubillard, Daniel Duval. »

— Georges Walter, Pariscope, 11 février 1976.

« un petit film fauché, sympathique, mais notoirement insuffisant (…). La Ville-bidon (…) hésite constamment entre les vertus du reportage et les charmes de la fiction, sans réellement choisir une voie. »

— H. D., Politique hebdo, 12 février 1976.

« Mais qu’est-ce que la contre-culture demandent souvent nos bourgeois aux sociologues (…) ? À voir La Ville bidon de Jacques Baratier, on comprend enfin que la contre-culture n’est ni plus ni moins qu’une autre manière de vivre, de penser, et de s’exprimer que celles qu’on nous impose. »

— Henry Chapier, Le Quotidien de Paris, 23 janvier 1976.

« des ruptures de ton qui dispersent parfois l’intérêt. »

— Le Canard enchaîné, 28 janvier 1976.

« Il me paraît grave que La Ville bidon soit un film  lui-même… bidon, [Jacques Baratier] se contente d’effleurer les vrais  problèmes, au profit d’un attendrissement suspect sur des gens qui sont  (…) des profiteurs, non des victimes. »

— Jean Rochereau, La Croix, 23 janvier 1976.

« l'auteur se contente d’effleurer ces sujets (…). Quand il prend le parti des loulous, il semble vouloir affirmer qu’un bon terrain vague  vaut mieux qu’une vilaine HLM Ce qui est pousser un peu loin le goût  du paradoxe et de la vie au grand air. »

— Jean de Baroncelli, Le Monde, 28 janvier 1976.

« On pourrait croire qu’au nom de la liberté, l’auteur réclame [des] décharges publiques (…) contre la construction de HLM (…). Ce n’est certainement pas le cas et ses intentions sont pures mais ses discours obscurs et son film bien confus. »

— Jean-Louis Tallenay, Télérama, 21 janvier 1976.